# Lev Naoumov
Pour les articles homonymes, voir Naoumov.
 (juin 2013).
Si vous disposez d'ouvrages ou d'articles de référence ou si vous connaissez des sites web de qualité traitant du thème abordé ici, merci de compléter l'article en donnant les références utiles à sa vérifiabilité et en les liant à la section « Notes et références ».
Lev Nikolaïevitch Naoumov (en russe : Лев Никола́евич Нау́мов) est un pianiste et compositeur russe, né le 12 février 1925 à Rostov et décédé le 21 août 2005 à Moscou. Il a reçu un titre d'Artiste du peuple de l'URSS et fut surnommé le « grand-père de l'école de piano russe ».
Naoumov a étudié avec Heinrich Neuhaus, est devenu son assistant et d'une certaine manière son successeur. Naoumov a enseigné le piano au Conservatoire Tchaïkovski de Moscou et a été membre du jury de plusieurs concours internationaux de piano. Il est surtout connu pour avoir formé de nombreux pianistes pendant près de quarante ans, dont Andrej Hoteev, Vassili Lobanov, Alexandre Melnikov, Alexei Sultanov, Andreï Gavrilov, Dong-Hyek Lim  et bien d'autres.

## Référence
- (en) Cet article est partiellement ou en totalité issu de l’article de Wikipédia en anglais intitulé « Lev Naumov » (voir la liste des auteurs).